# Campeonato da Europa de Atletismo de 2014 - 10000 m masculino
A prova dos 10000 metros masculino do Campeonato da Europa de Atletismo de 2014 foi disputada no dia 13 de agosto de 2014 no Estádio Letzigrund em Zurique,  na Suíça. 

## Recordes
Antes desta competição, os recordes mundiais e do campeonato nesta prova eram os seguintes:
|                       | Nome            | Nacionalidade | Tempo     | Local    | Data                 |
| --------------------- | --------------- | ------------- | --------- | -------- | -------------------- |
| Recorde mundial       | Kenenisa Bekele | Etiópia       | 26m17s53  | Bruxelas | 26 de agosto de 2005 |
| Recorde do campeonato | Martti Vainio   | Finlândia     | 27m30s 99 | Praga    | 29 de agosto de 1978 |
| Recorde europeu       | Mo Farah        | Reino Unido   | 26m46s57  | Eugene   | 3 de junho de 2011   |

## Medalhistas
| Ouro           | Prata             | Bronze         |
| Mo Farah (GBR) | Andy Vernon (GBR) | Ali Kaya (TUR) |

## Cronograma
Todos os horários são locais (UTC+2).
| Data         | Hora  | Evento |
| ------------ | ----- | ------ |
| 13 de agosto | 19:50 | Final  |

## Resultado final

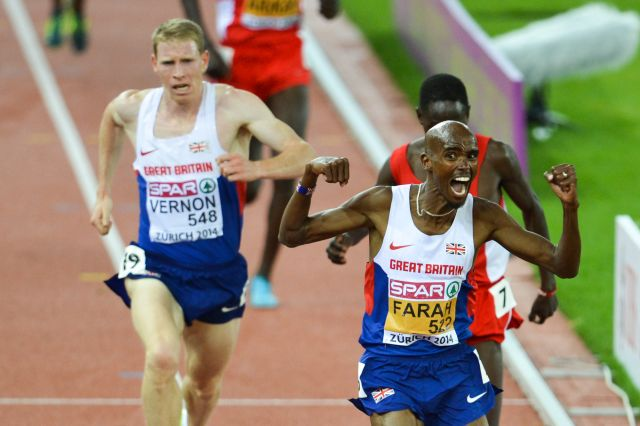
O final do evento

| Posição           | Atleta               | Nacionalidade | Tempo    | Notas                |
| ----------------- | -------------------- | ------------- | -------- | -------------------- |
| Medalha de ouro   | Mo Farah             | Grã-Bretanha  | 28:08.11 |                      |
| Medalha de prata  | Andy Vernon          | Grã-Bretanha  | 28:08.66 | Recorde da temporada |
| Medalha de bronze | Ali Kaya             | Turquia       | 28:08.72 | Recorde pessoal      |
| 4                 | Polat Kemboi Arıkan  | Turquia       | 28:11.11 | Recorde da temporada |
| 5                 | Bashir Abdi          | Bélgica       | 28:13.61 |                      |
| 6                 | Daniele Meucci       | Itália        | 28:19.79 |                      |
| 7                 | Bouabdellah Tahri    | França        | 28:26.03 |                      |
| 8                 | Stefano La Rosa      | Itália        | 28:49.99 |                      |
| 9                 | Sondre Nordstad Moen | Noruega       | 28:50.53 |                      |
| 10                | Yevgeny Rybakov      | Rússia        | 28:53.48 |                      |
| 11                | Koen Naert           | Bélgica       | 29:04.87 |                      |
| 12                | Ricardo Ribas        | Portugal      | 29:09.47 |                      |
| 13                | Mats Lunders         | Bélgica       | 29:12.86 |                      |
| 14                | Marius Øyre Vedvik   | Noruega       | 29:42.10 |                      |
| 15                | Abdi Hakin Ulad      | Dinamarca     | 29:50.67 |                      |
| 16                | Mikael Ekvall        | Suécia        | 30:04.93 |                      |
| 17                | Himro Alame          | Israel        | 30:04.95 |                      |
| 18                | Girmaw Amare         | Israel        | 30:53.87 |                      |
| 19 !              | Mehmet Akkoyun       | Turquia       | DNF      |                      |
| 19 !              | Adil Bouafif         | Suécia        | DNF      |                      |
| 19 !              | Serhiy Lebid         | Ucrânia       | DNF      |                      |
| 19 !              | Yassine Mandour      | França        | DNF      |                      |
| 19 !              | Manuel Ángel Penas   | Espanha       | DNF      |                      |
| 19 !              | Tom Wiggers          | Países Baixos | DNF      |                      |

Legenda
| Recorde mundial       | Recorde mundial (World record)               |                       | Recorde africano                      | Recorde africano (African) |                                           | Q | Classificado por posição (Qualified) |
| Recorde do campeonato | Recorde do campeonato (Championship record)  | Recorde da América    | Recorde da América (Americas)         | q                          | Classificado por melhor tempo (Qualified) |   |                                      |
| Melhor marca do ano   | Melhor marca do ano (World leading)          | Recorde asiático      | Recorde asiático (Asian)              | DNS                        | Não largou (Did not start)                |   |                                      |
| Recorde nacional      | Recorde nacional (National record)           | Recorde europeu       | Recorde europeu (European)            | DNF                        | Não terminou (Did not finish)             |   |                                      |
| Recorde pessoal       | Recorde pessoal do atleta (Personal best)    | Recorde da Oceania    | Recorde da Oceania (Oceania)          | DSQ / DQ                   | Desclassificado (Disqualified)            |   |                                      |
| Recorde da temporada  | Recorde da temporada do atleta (Season best) | Recorde sul-americano | Recorde sul-americano (South America) | NM                         | Sem marca (No mark)                       |   |                                      |